# Ringe (Danemark)
Pour les articles homonymes, voir Ringe.
Ringe est le chef-lieu de la commune de Faaborg-Midtfyn, au Danemark.

## Démographie
En 2024, la population était de 6 729 habitants.